# Bardsragujn chumb 2025-2026
Il Bardsragujn chumb 2025-2026, anche noto come Fastex Premier League (in armeno Հայաստանի Պրեմիեր Լիգա) è la 34ª edizione della massima serie del campionato armeno di calcio. La stagione è iniziata il 1º agosto 2025 e si concluderà nel maggio 2026. Il Noah è la squadra campione in carica. 

## Stagione

### Novità
Al termine della passata stagione, sarebbe dovuto retrocedere in Araǰin Xowmb il Ganjasar, ultimo classificato in campionato. Tuttavia, complice anche l'esclusione del West Armenia a campionato in corso, la formazione di Kapan ha mantenuto la categoria.
Dall'Araǰin Xowmb 2024-2025 sarebbe dovuto salire, secondo classificato, il Syunik, che tuttavia ha rinunciato per motivi legati al proprio impianto di gioco, inutilizzabile per le gare di massima serie per il mancato rispetto di criteri strutturali.

### Formula
Le 10 squadre partecipanti giocano un girone all'italiana nel quale si affrontano tre volte, per un totale di 27 giornate. Al termine della stagione, la prima classificata è campione d'Armenia e si qualifica per la UEFA Champions League 2026-2027, mentre seconda e terza sono ammesse alla UEFA Conference League 2026-2027, insieme con la vincente della coppa nazionale (se questa dovesse arrivare tra i primi tre posti, sarà ammessa in Conference League la quarta classificata). L'ultima classificata retrocede in Araǰin Xowmb.

## Squadre partecipanti
| Club             | Stagione | Città        | Stadio                              | Stagione precedente                       |
| ---------------- | -------- | ------------ | ----------------------------------- | ----------------------------------------- |
| Alaškert         |          | Erevan       | Stadio Vahagn Tumasyan (Abovyan)    | 9º posto in Bardsragujn chumb             |
| Ararat           |          | Erevan       | Stadio Repubblicano Vazgen Sargsyan | 8º posto in Bardsragujn chumb             |
| Ararat-Armenia   | dettagli | Erevan       | FFA Academy Stadium                 | 2º posto in Bardsragujn chumb             |
| BKMA Erevan      |          | Erevan       | FFA Academy Stadium                 | 6º posto in Bardsragujn chumb             |
| Ganjasar         |          | Kapan        | Stadio Junior Sport (Erevan)        | 11º posto in Bardsragujn chumb, ripescato |
| Noah             |          | Erevan       | Stadio Vahagn Tumasyan (Abovyan)    | Campione d'Armenia                        |
| P'yownik         |          | Erevan       | Stadio Junior Sport                 | 4º posto in Bardsragujn chumb             |
| Širak            |          | Gyumri       | Stadio comunale di Gyumri           | 7º posto in Bardsragujn chumb             |
| Urartu           |          | Erevan       | Stadio Urartu                       | 3º posto in Bardsragujn chumb             |
| Van Charentsavan |          | Charentsavan | Stadio comunale di Charentsavan     | 5º posto in Bardsragujn chumb             |

## Allenatori e primatisti
| Squadra          | Allenatore             | Giocatore più presente (tra parentesi il numero delle presenze) | Capocannoniere (tra parentesi il numero dei gol segnati) |
| ---------------- | ---------------------- | --------------------------------------------------------------- | -------------------------------------------------------- |
| Alaškert         | Vahe Gevorgyan         |                                                                 |                                                          |
| Ararat           | Albert Safaryan        |                                                                 |                                                          |
| Ararat-Armenia   | Tulipa                 |                                                                 |                                                          |
| BKMA Erevan      | Armen Gyowlbowdaġyanc' |                                                                 |                                                          |
| Ganjasar         | Karen Barseghyan       |                                                                 |                                                          |
| Noah             | Sandro Perković        |                                                                 |                                                          |
| P'yownik         | Eġiše Melik'yan        |                                                                 |                                                          |
| Širak            | Arsen Hovhannisyan     |                                                                 |                                                          |
| Urartu           | Ṙobert Arzowmanyan     |                                                                 |                                                          |
| Van Charentsavan | Edgar Torosyan         |                                                                 |                                                          |

## Classifica
|                    | Pos. | Squadra          | Pt | G | V | N | P | GF | GS | DR |
| ------------------ | ---- | ---------------- | -- | - | - | - | - | -- | -- | -- |
| Armenia (bandiera) | 1.   | Alaškert         | 0  | 0 | 0 | 0 | 0 | 0  | 0  | 0  |
|                    | 2.   | Ararat           | 0  | 0 | 0 | 0 | 0 | 0  | 0  | 0  |
|                    | 3.   | Ararat-Armenia   | 0  | 0 | 0 | 0 | 0 | 0  | 0  | 0  |
|                    | 4.   | BKMA Erevan      | 0  | 0 | 0 | 0 | 0 | 0  | 0  | 0  |
|                    | 5.   | Ganjasar         | 0  | 0 | 0 | 0 | 0 | 0  | 0  | 0  |
|                    | 6.   | Noah             | 0  | 0 | 0 | 0 | 0 | 0  | 0  | 0  |
|                    | 7.   | P'yownik         | 0  | 0 | 0 | 0 | 0 | 0  | 0  | 0  |
|                    | 8.   | Širak            | 0  | 0 | 0 | 0 | 0 | 0  | 0  | 0  |
|                    | 9.   | Urartu           | 0  | 0 | 0 | 0 | 0 | 0  | 0  | 0  |
|                    | 10.  | Van Charentsavan | 0  | 0 | 0 | 0 | 0 | 0  | 0  | 0  |

      Campione d'Armenia e ammessa alla UEFA Champions League 2026-2027
      Ammesse alla UEFA Conference League 2026-2027
      Retrocessa in Araǰin Xowmb 2026-2027
Note:

Tre punti per la vittoria, uno per il pareggio, zero per la sconfitta.
In caso di arrivo di due o più squadre a pari punti, la graduatoria verrà stilata secondo la classifica avulsa tra le squadre interessate.

## Risultati
Aggiornati all'11 agosto 2025.

### Partite (1-18)
|                  | Ala  | Ara  | AAr  | BKM  | Gan  | Noa  | P'yo | Šir  | Ura  | Van  |
| ---------------- | ---- | ---- | ---- | ---- | ---- | ---- | ---- | ---- | ---- | ---- |
| Alaškert         | –––– | -    | -    | -    | -    | -    | 1-2  | -    | -    | -    |
| Ararat           | -    | –––– | -    | -    | -    | -    | -    | -    | -    | 0-1  |
| Ararat-Armenia   | -    | -    | –––– | -    | -    | -    | -    | -    | -    | -    |
| BKMA Erevan      | -    | -    | -    | –––– | -    | -    | -    | -    | 1-1  | -    |
| Ganjasar         | -    | 1-1  | -    | -    | –––– | -    | -    | -    | -    | -    |
| Noah             | -    | -    | -    | -    | -    | –––– | -    | 4-0  | -    | -    |
| P'yownik         | -    | -    | -    | -    | -    | -    | –––– | -    | -    | -    |
| Širak            | -    | -    | -    | -    | -    | -    | 0-0  | –––– | -    | -    |
| Urartu           | -    | -    | -    | -    | 1-0  | -    | -    | -    | –––– | -    |
| Van Charentsavan | -    | -    | 0-0  | -    | -    | -    | -    | -    | -    | –––– |

### Partite (19-27)
|                  | Ala  | Ara  | AAr  | BKM  | Gan  | Noa  | P'yo | Šir  | Ura  | Van  |
| ---------------- | ---- | ---- | ---- | ---- | ---- | ---- | ---- | ---- | ---- | ---- |
| Alaškert         | –––– | -    | -    | -    | -    | -    | -    | -    | -    | -    |
| Ararat           | -    | –––– | -    | -    | -    | -    | -    | -    | -    | -    |
| Ararat-Armenia   | -    | -    | –––– | -    | -    | -    | -    | -    | -    | -    |
| BKMA Erevan      | -    | -    | -    | –––– | -    | -    | -    | -    | -    | -    |
| Ganjasar         | -    | -    | -    | -    | –––– | -    | -    | -    | -    | -    |
| Noah             | -    | -    | -    | -    | -    | –––– | -    | -    | -    | -    |
| P'yownik         | -    | -    | -    | -    | -    | -    | –––– | -    | -    | -    |
| Širak            | -    | -    | -    | -    | -    | -    | -    | –––– | -    | -    |
| Urartu           | -    | -    | -    | -    | -    | -    | -    | -    | –––– | -    |
| Van Charentsavan | -    | -    | -    | -    | -    | -    | -    | -    | -    | –––– |

## Statistiche

### Capoliste solitarie
|    | —— | —— | —— | —— | —— | —— | —— | —— | ——  | ——  | ——  | ——  | ——  | ——  | ——  | ——  | ——  | ——  | ——  | ——  | ——  | ——  | ——  | ——  | ——  | ——  | ——  | ——  | ——  | ——  | ——  | ——  | ——  | ——  | ——  | —— |  |
|    |    |    |    |    |    |    |    |    |     |     |     |     |     |     |     |     |     |     |     |     |     |     |     |     |     |     |     |     |     |     |     |     |     |     |     |    |  |
|    |    |    |    |    |    |    |    |    |     |     |     |     |     |     |     |     |     |     |     |     |     |     |     |     |     |     |     |     |     |     |     |     |     |     |     |    |  |
|    |    |    |    |    |    |    |    |    |     |     |     |     |     |     |     |     |     |     |     |     |     |     |     |     |     |     |     |     |     |     |     |     |     |     |     |    |  |
| 1ª | 2ª | 3ª | 4ª | 5ª | 6ª | 7ª | 8ª | 9ª | 10ª | 11ª | 12ª | 13ª | 14ª | 15ª | 16ª | 17ª | 18ª | 19ª | 20ª | 21ª | 22ª | 23ª | 24ª | 25ª | 26ª | 27ª | 28ª | 29ª | 30ª | 31ª | 32ª | 33ª | 34ª | 35ª | 36ª |    |  |

### Individuali

#### Classifica marcatori
| Gol |  |  | Giocatore | Squadra |
| --- |  |  | --------- | ------- |